# Teatro Concha Segura
El teatro Concha Segura, es el teatro oficial de Yecla y se ubica en la Plaza Parque de la Constitución. El teatro se sitúa en los terrenos donde se encontraba la antigua casa Panera del Pósito, construido y habilitado para teatro entre los años 1886 y 1887. En 1899, tras la remodelación de la fachada realizada por el arquitecto Justo Millán Espinosa, el teatro recibe el nombre de Concha Segura, dándole un claro homenaje a la actriz yeclana. 

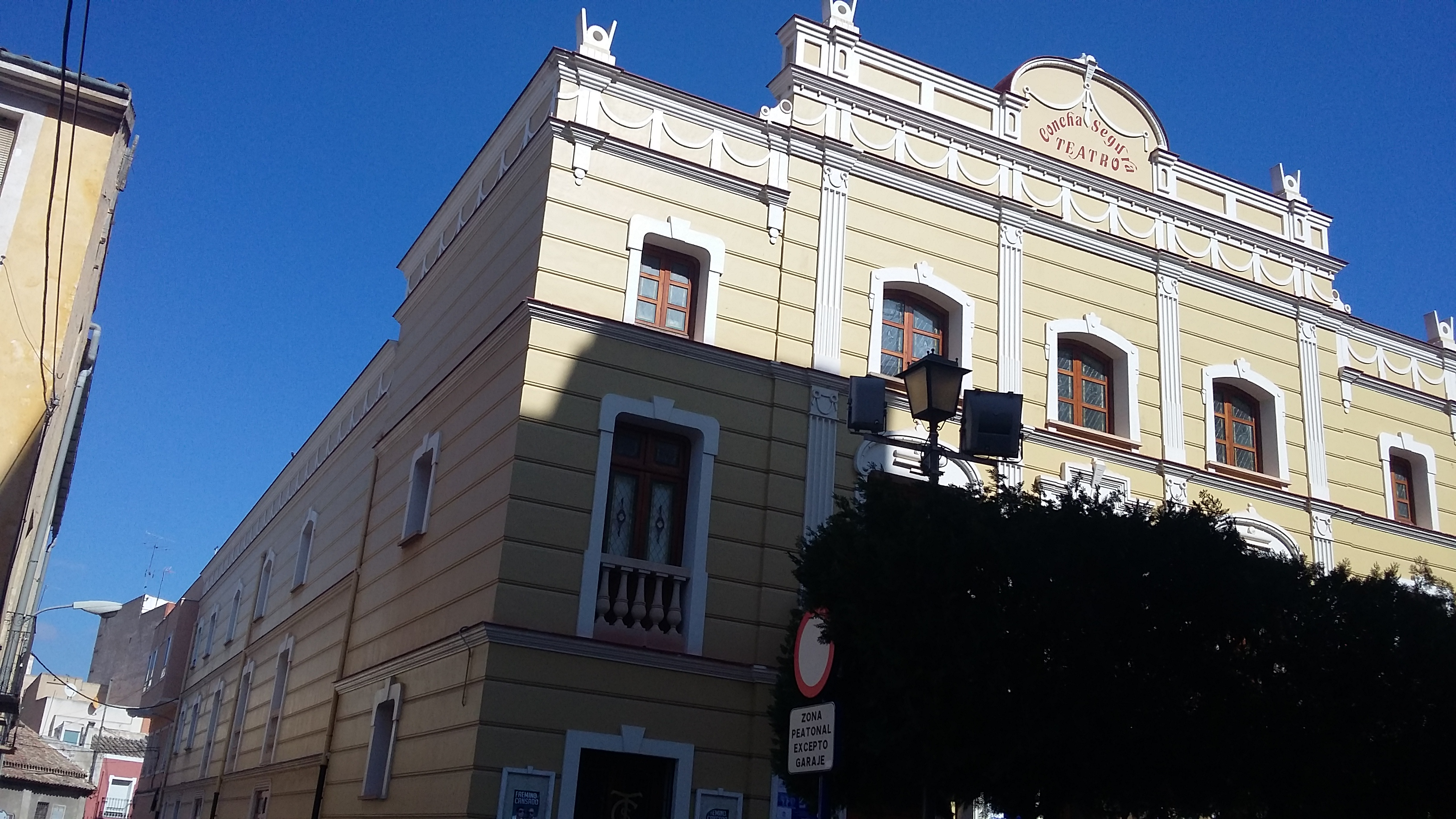
Tipo Público
Lugar Yecla
Año de apertura 1886

## Historia
En el año 1886 en Yecla, se construye lo que hoy en día se conoce como el Teatro Concha Segura por el arquitecto Francisco Albiñana Sánchez. A la construcción de este arquitecto se le suma la decoración realizada por el pintor Juan Albert Seva. En ese mismo año se inaugura la obra de El sobrino de su tío, una comedia de la compañía de Pepe Sánchez. Tras su inauguración, el teatro cayó a cargo de Compañía de zarzuela Isaura Nadal con la obra La Tempestad, de Chapí y Ramos Carrión. Cuatro años después el arquitecto Justo Millán Espinosa remodeló la fachada. 
El Teatro Concha Segura debe su nombre a una actriz yeclana, la cual nació allí, por lo que entonces el teatro era un edificio que se utilizaba como un almacén y en el cual se había acondicionado como residencia improvisada y sala de espectáculos. Justo un año antes de que la artista yeclana se retirara de los escenarios a una temprana edad, fue homenajeada con el nombre del teatro de Yecla. 
En 1991 actuaron al menos dos compañías en el teatro yeclano. En junio lo hizo la de Miguel Muñoz quien con su primera actriz Asunción Echevarría le brindó al público las obras de El loco de Dios, de Echegaray; Electra, de Pérez Galdós, Juan José, de Manuel Dicenta y El gran Galeote, de Echegaray. Para septiembre fue la compañía de zarzuela y ópera española de Vázquez y Gorgé quien contó con un gran éxito en el Teatro Concha Segura. Entre ambas se estrenó el ensayo dramático Realidades, del autor Maximiliano García, obra premiada por el Ateneo de Lorca.
```
 En las fiestas de septiembre de 1905 y 1906 actuaron compañías de zarzuela que sirvieron de acicate a una sensible afición que durante meses estuvo representado obras de la envergadura de 
Juan José
 o 
Robo y envenenamiento
, a lo largo de 1907. En este año el salón del teatro se adaptó a los espectáculos de cine y varietés. Así pues en noviembre de 1910 al tiempo que el teatro Concha Segura proyectaba cine y organizaba espectáculos de varietés, el Salón del Primitivo (Casino) contrataba un espectáculo de zarzuela dirigido por Bolumar, barítono valenciano que incorporaba en su elenco de artistas a diversos aficionados yeclanos.
```

```
 Al año siguiente fue el teatro quien contrató compañías como la de 
Manuel Álvarez y Marcos Ros
; y en 1912 obtuvo un gran éxito la compañía cómico-lírica de Pablo Cornadó y José Sanlichy, maestro concertador. Llevaron a cabo las obras 
La mujer moderna
 y 
Sangre de artista
 en la que destacó la interpretación de la señorita Amani. Como casi cada año, también en 1914 se representó 
El Tenorio
; en esta ocasión con Antonio Ortega Coya y Pepita Palao Maestre como protagonistas.
```

```
 En 1916 tenemos constancia en el teatro de la 
Compañía cómico-dramática de Francisco Rodrigo
, con Luisa Cano como primera actriz. En octubre de 1917 fue la Compañía Balmasia quien llevó a escena  
En el mal que nos hacen
 y 
Rosas de pasión
; los principales papeles estaban interpretados por las señoritas Passet y Verinita Porset.
```

```
El estudiante de filosofía
, del periodista Joaquín Just se encargó a la Compañía Gómez-Ferrer que la puso en escena en 1921. Y en noviembre de 1927 los aficionados locales representaron 
El Centenario
, de los hermanos Álvarez Quintero. En ella destacaron Antonio Martínez Martínez, Fernando González-Moro, José Molina Romero, Guillermina Lucas, Pilar del Portillo o Conchita Herrero. La Cofradía de la Purísima interpretó en 1930 
La educación de los padres
, una divertida comedia de Fernández de Villar y la Agrupación Socialista organizó también un grupo de aficionados con Pilar Pascual, Amparo García, Rafael Ortuño y Juan Pacheco.
```

```
 Para concluir en la historia del teatro de Yecla, sólo nos queda apuntar que en 1934 el actor 
Luis Peña
 interpretó en el Concha Segura 
El Divino impaciente
 y que en junio de 1936 se hizo cargo del teatro la empresa Juan Vicente.
```

## Construcción
El teatro se construye en el año 1866, en los terrenos de la antigua casa Panera del Pósito. En 1890 el arquitecto Justo Millán Espinosa realiza la remodelación de la fachada del Teatro y en 1899 recibe el nombre de 'Concha Segura', rindiendo homenaje a la actriz yeclana.
```
En cuanto al interior se aprecian dos partes diferenciadas, la primera la forman el vestíbulo de entrada y las dos escaleras laterales de acceso a la general. La segunda la compone el patio de butacas, con planta de herradura, la planta general y el escenario. También destaca la decoración pictórica del techo obra del lorquino 
Manuel Muñoz Barberán
. El recinto, ha conocido numerosas reformas y la última se realizó en 1991 por el arquitecto Miguel Puche Vizcaíno; consiguiendo dotar al teatro de todos los elementos necesarios para su correcto funcionamiento.
```

## Concha Segura
Concha Segura Roselló (1875-1955) era hija de actores con compañía propia (Segura-Roselló), de manera que puede decirse que llevaba el teatro en la sangre. En 1894 ya triunfaba en Madrid y, como consecuencia de su exitosa carrera, el teatro de Yecla acabaría llevando su nombre. Concha Segura ha sido una de las figuras más destacadas de la zarzuela. Los medios de comunicación de su época elogiaron su carrera como actriz y algunos de ellos la consideraron como la mejor tiple de finales del siglo XIX, en unos años en los que la zarzuela gozaba de una gran aceptación popular.

## Leyenda
Como en todos los pueblos existen leyendas y mitos que conforman parte de la tradición del pueblo. La localidad yeclana cuenta con muchos misterios y leyendas en los que incluso se ha llegado a escribir dos ediciones sobre ellos. Sobre el Teatro Concha Segura se ha hablado también de leyendas, en las que cuenta que Concha Segura deambula por el pequeño teatro que lleva su nombre. 

## Ventas de entradas
Para la adquisición de entradas existen varias posibilidades de venta: 
- Entradas en taquilla del teatro: Jueves y viernes de 19:30 a 21:00 horas. Sábado a partir de las 19:30 h.
- Por teléfono: 902 444 300 -Instanticket (Banco Sabadell).
- A través de Internet

Para adquirrir la entrada bonificada es imprescindible presentar en taquilla (bien al comprarla, bien al retirarla si previamente se ha adquirido por teléfono) el D.N.I. y el documento que acredite la condición que da derecho el descuento.
También es imprescindible presentar esta misma documentación, junto con la entrada, en el momento de acceder al teatro para ver el espectáculo.